# Henri-Marie Dondra
Henri-Marie Dondra (Bangui, 14 de agosto de 1966) es un político centroafricano, que se desempeñó como Primer Ministro de la República Centroafricana entre 2021 y 2022. Antes de ser Primer Ministro, se desempeñó como Ministro de Finanzas.

## Biografía
Nació en Bangui el 14 de agosto de 1966. Cercano al presidente Faustin-Archange Touadéra, en abril de 2016 fue nombrado Ministro de Finanzas y Presupuesto por éste.
En las elecciones generales de la República Centroafricana de 2020 fue elegido diputado a la Asamblea Nacional por el 1.° Distrito de Bangui.
Fue nombrado Primer Ministro el 11 de junio de 2021, en sustitución de Firmin Ngrebada, que ocupaba el cargo desde 2019. Este nombramiento se produjo tras la firma de un acuerdo de paz entre las autoridades y los grupos armados. Fue destituido el 7 de febrero de 2022.